# Projekt 1232.2
Projekt 1232.2 „Zubr“ (v kódu NATO třída Pomornik) je třída výsadkových vznášedel sovětského námořnictva z doby studené války. Po rozpadu SSSR část z nich převzalo Ruské námořnictvo a část Ukrajinské námořnictvo. Stavbu provádí loděnice obou zemí. Zahraničními uživateli vznášedel jsou Řecké námořnictvo a Námořnictvo Čínské lidové osvobozenecké armády. Jejich čínské označení je typ 728. Do roku 2023 bylo postaveno přinejmenším čtrnáct vznášedel této třídy. Jsou to největší vznášedla na světě.

## Stavba

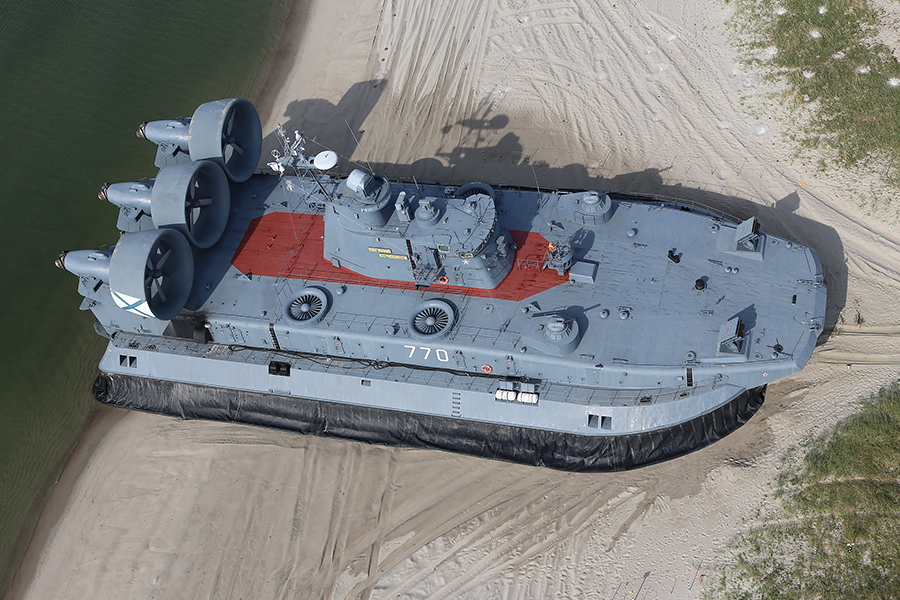
Ruské vznášedlo Jevgenij Kočeškov

Vývoj vznášedel této třídy byl zahájen roku 1978, stavba začala roku 1985 a od roku 1988 začala jejich služba v sovětském námořnictvu. Vznášedla staví jak ruská loděnice Almaz v Petrohradu, tak ukrajinská loděnice Morje ve Feodosiji.
Čínská lidová republika objednala čtveřici vznášedel v hodnotě 315 milionů dolarů u ukrajinské firmy Ukroboronprom. První pár postavila loděnice Morje ve Feodosiji a druhý byl postaven v Číně pod ukrajinským dohledem. Pro přepravu vznášedel čínské námořnictvo začalo se stavbou třídy poloponorných plavidel, s prototypovou jednotkou Tung-chaj-tao (868).
V roce 2023 byla zdokumentována existence přinejmenším dvou dalších čínských vznášedel tohoto typu, nesoucích trupová čísla 3260 a 3261. Není známo, kolik vznášedel plánuje získat čínské námořnictvo.
Jednotky třídy Projektu 1232.2:
| Trupové číslo | Jméno                          | Námořnictvo            | Loděnice | Vstup do služby | Status                               |
| ------------- | ------------------------------ | ---------------------- | -------- | --------------- | ------------------------------------ |
| 770           | Jevgenij Kočeškov (ex MDK-118) | Ruské námořnictvo      | Almaz    |                 | aktivní                              |
| 782           | Mordovija (ex MDK-94)          | Ruské námořnictvo      | Almaz    |                 | aktivní                              |
|               | Doněck                         | Ukrajinské námořnictvo |          |                 | aktivní                              |
|               | Artěmivsk (ex- MDK-93)         | Ukrajinské námořnictvo |          |                 | aktivní                              |
| L180          | Kefallonia                     | Řecké námořnictvo      | Almaz    | 2001            | původně ruské vznášedlo 770, aktivní |
| L181          | Ithaki                         | Řecké námořnictvo      | Morje    | 2001            | aktivní                              |
| L182          | Kerkira                        | Řecké námořnictvo      | Almaz    | leden 2005      | aktivní                              |
| L183          | Zakynthos                      | Řecké námořnictvo      | Almaz    | 2001            | aktivní                              |
| 3325          |                                | Námořnictvo ČLOA       | Morje    | 12. dubna 2013  | aktivní                              |
| 3326          |                                | Námořnictvo ČLOA       | Morje    | 2014            | aktivní                              |
| 3327          |                                | Námořnictvo ČLOA       | ČLR      | 2018            | aktivní                              |
| 3328          |                                | Námořnictvo ČLOA       | ČLR      | 2018            | aktivní                              |
| 3260          |                                | Námořnictvo ČLOA       | ČLR      |                 |                                      |
| 3261          |                                | Námořnictvo ČLOA       | ČLR      |                 |                                      |

## Konstrukce

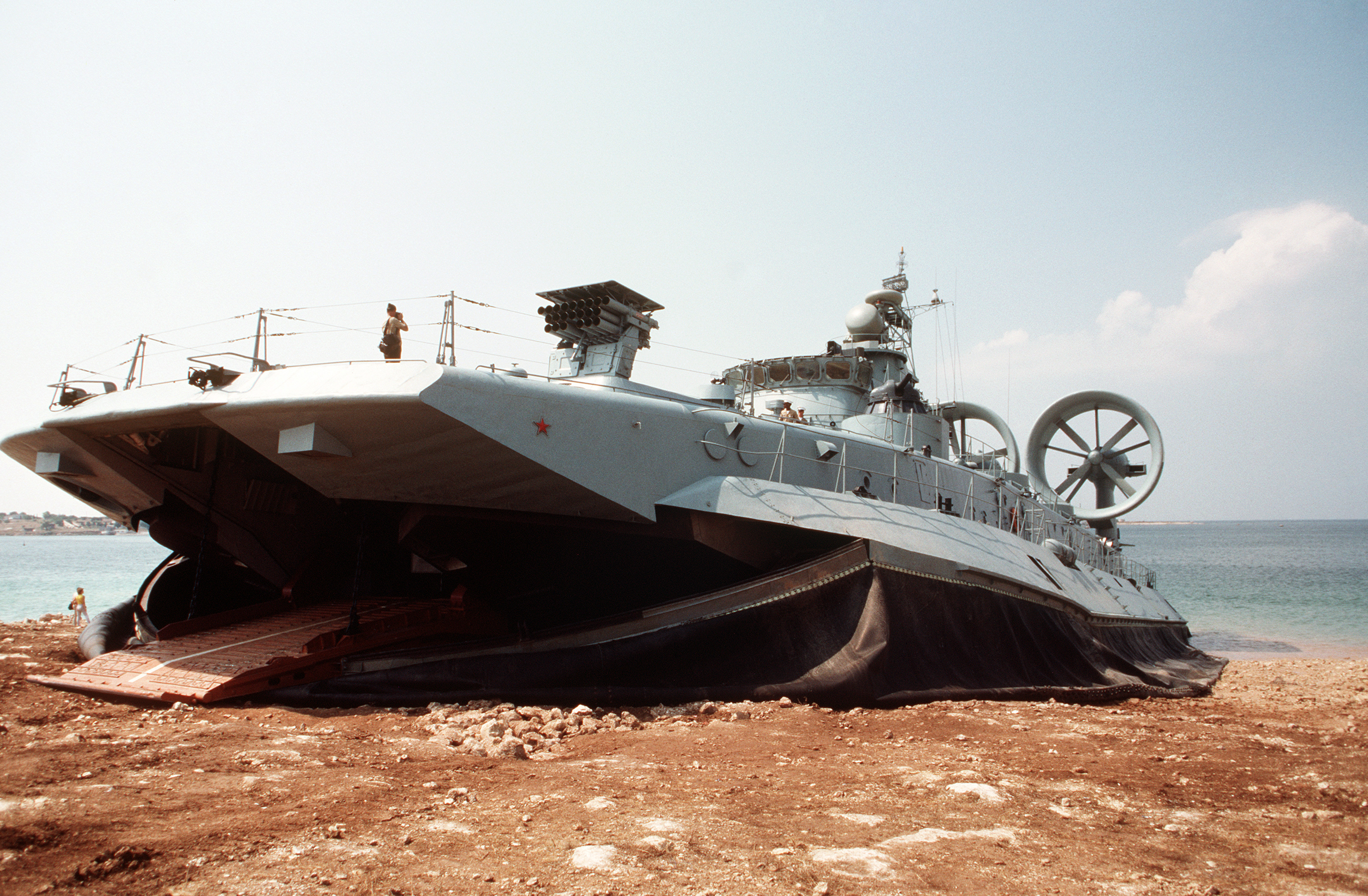
MDK-57

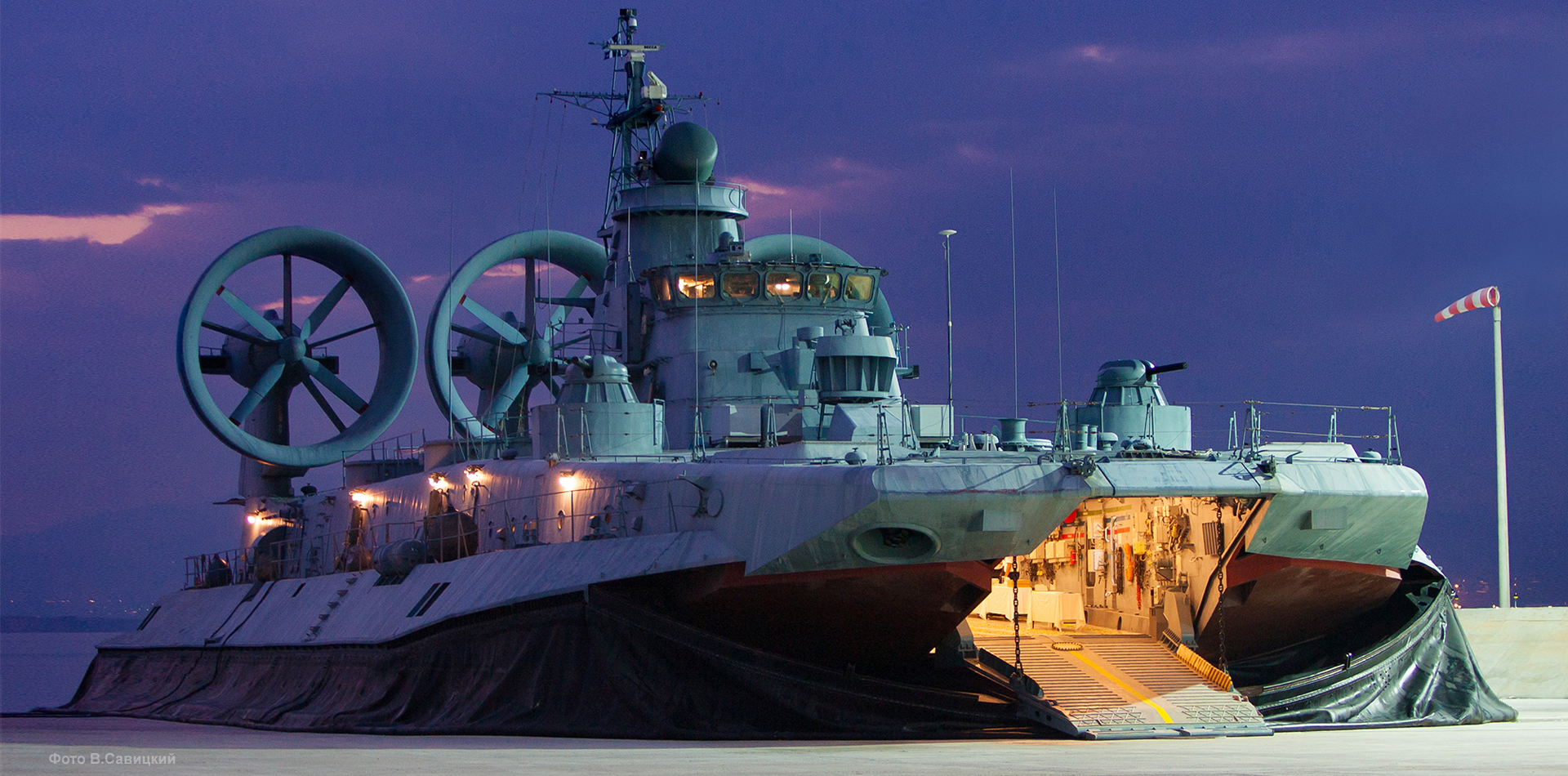
Vznášedlo projektu 1232.2

Vznášedla jsou vybavena příďovou a záďovou rampou pro vykládku nákladu na vyloďovací pláž. Jedno vznášedlo unese 130 tun nákladu – například tři tanky T-80B, tři tanky PT-76, nebo osm bojových vozidel pěchoty BMP-2, deset obrněných transportérů BTR-70, nebo 360 plně vybavených vojáků.
K palebné podpoře výsadku slouží dva raketové komplety, každý pro vypouštění dvaadvaceti 122mm neřízených střel. Proti napadení ze vzduchu slouží čtyři čtyřnásobné protiletadlové raketové komplety krátkého dosahu Igla-1M a dva systémy bodové obrany AK-630M, každý se šestihlavňovým 30mm rotačním kanónem.
Vznášedla mají tři plynové turbíny o výkonu 30 300 hp pro pohon a dvě plynové turbíny o výkonu 20 200 hp pro vztlak. Pohyb vpřed zajišťují tři čtyřlisté stavitelné vrtule o průměru 5,5 metru, v trupu jsou dále čtyři ventilátory s vrtulemi o průměru 2,5 metru. Nejvyšší rychlost dosahuje 63 uzlů (117 km/h).